# Stazione di Nusco
La stazione di Nusco è una stazione ferroviaria ubicata lungo la linea Avellino-Rocchetta Sant'Antonio. Serve il centro abitato di Nusco ed è situata nei pressi della strada statale 7 Via Appia, a 5 km dal centro abitato.

## Storia
La stazione venne attivata insieme alla parte centrale della ferrovia da Paternopoli a Monteverde il 27 ottobre 1895. Aveva un buon traffico passeggeri e merci, diminuito con l'avvento del trasporto su gomma.
Nel 1987 divenne impresenziata. Tra il 2006 e il 2007 fu oggetto di lavori di rinnovamento. L'esercizio ferroviario sulla linea è stato sospeso il 12 dicembre 2010, quando a Nusco fermavano ancora 3 treni al giorno, e riattivato a partire dal 2016 per treni turistici. Negli anni 2020, la fermata di Nusco torna ad essere occasionalmente servita dai treni storici di Fondazione FS Italiane, spesso in occasione di sagre ed eventi nelle località limitrofe.

## Strutture e impianti
La stazione è dotata di 2 binari passanti dotati di marciapiede per il servizio passeggeri.
A seguito del terremoto del 1980, che sconvolse le zone dell'Irpinia, il fabbricato viaggiatori venne sostituito con una struttura prefabbricata ancora oggi visibile, mentre lo scalo merci fu abolito.